# Чемпионат мира по футболу среди женщин 1991
Первый чемпионат мира по футболу среди женщин проводился в Китае с 16 ноября по 30 ноября 1991 года. Финал турнира между сборными США и Норвегии состоялся 30 ноября на стадионе «Тяньхэ» в Гуанчжоу. Дубль Мишель Экерс в финальном матче принесли победу со счетом 2-1 американкам, которые первый раз в своей истории стали чемпионами мира.

## Стадионы
| - Гуандун Провиншел Стэдиум, Гуанчжоу Вместимость: 25 000 - Тяньхэ, Гуанчжоу Вместимость: 60 000 - Ин Дун Стэдиум, Гуанчжоу Вместимость: 15 000 - Нью Плаза Стэдиум, Фошань Вместимость: 14 000 - Цзянмэнь Стэдиум, Цзянмынь Вместимость: 13 000 - Чжуншань Стэдиум, Чжуншань Вместимость: 12 000 |

## Команды

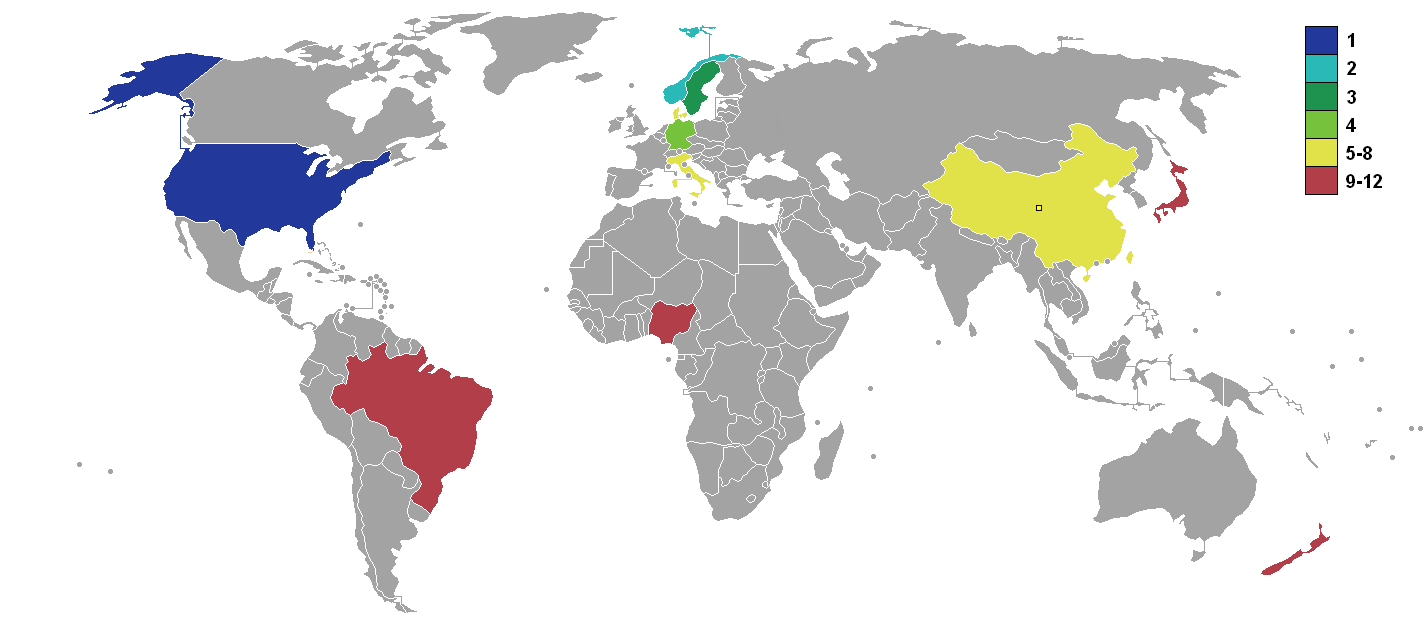
Участники финальной стадии

12 сборных участвовали в финальной стадии:
| Конфедерация | Отборочный турнир                                    | Команды                               |
| ------------ | ---------------------------------------------------- | ------------------------------------- |
| АФК          | Кубок Азии по футболу среди женщин 1991              | Китай Япония Китайский Тайбэй         |
| КАФ          | Чемпионат Африки по футболу среди женщин 1991        | Нигерия                               |
| КОНКАКАФ     | Чемпионат КОНКАКАФ среди женщин 1991                 | США                                   |
| КОНМЕБОЛ     | Чемпионат Южной Америки по футболу среди женщин 1991 | Бразилия                              |
| ОФК          | Чемпионат Океании по футболу среди женщин 1991       | Новая Зеландия                        |
| УЕФА         | Чемпионат Европы по футболу среди женщин 1991        | Германия Норвегия Дания Италия Швеция |

## Судьи
| Африка (КАФ) - Омер Енго - Фетхи Бусетта Азия (АКФ) - Дай Юйгуан - Ли Хайсэн - Лу Цзюнь - Ван Сюэчжи - Юй Цзинъинь - Цзо Сюди - Раджа Шрестха Гьяну Северная и Центральная Америка (КОНКАКАФ) - Рафаэль Родригес Медина - Мария Эррера Гарсиа Океания (ОФК) - Линда Мэй Блэк | Южная Америка (КОНМЕБОЛ) - Клаудиа Васконселос - Сальвадор Марконе - Джон Торо Рендон Европа (УЕФА) - Гертруд Регус - Вассилиос Никакис - Джим МакКласки - Ингрид Джонсон - Вадим Жук |

## Группа A
| Команда        | О | И | В | Н | П | МЗ | МП | РМ  |
| -------------- | - | - | - | - | - | -- | -- | --- |
| Китай          | 5 | 3 | 2 | 1 | 0 | 10 | 3  | +7  |
| Норвегия       | 4 | 3 | 2 | 0 | 1 | 6  | 5  | +1  |
| Дания          | 3 | 3 | 1 | 1 | 1 | 6  | 4  | +2  |
| Новая Зеландия | 0 | 3 | 0 | 0 | 3 | 1  | 11 | -10 |

| Китай                                           | 4 – 0   | Норвегия |
| ----------------------------------------------- | ------- | -------- |
| Ma Ли 22′ · Лю Айлин 45′, 50′ · Сунь Цинмэй 75′ | (отчёт) |          |

| Дания                                       | 3 – 0   | Новая Зеландия |
| ------------------------------------------- | ------- | -------------- |
| Хелле Йенсен 15′, 40′ · Сьюзен МакКензи 42′ | (отчёт) |                |

| Норвегия                                                             | 4 – 0   | Новая Зеландия |
| -------------------------------------------------------------------- | ------- | -------------- |
| Терри Маккэхилл 30′ (авт.) · Линда Медален 32′, 38′ · Хеге Риисе 49′ | (отчёт) |                |

| Китай                         | 2 – 2   | Дания                                 |
| ----------------------------- | ------- | ------------------------------------- |
| Сунь Вэнь 37′ · Вэй Хайин 68′ | (отчёт) | Лисбет Колдинг 24′ · Ханне Ниссен 45′ |

| Китай                                         | 4 – 1   | Новая Зеландия |
| --------------------------------------------- | ------- | -------------- |
| Чжоу Ян 20′ · Лю Айлин 22′, 60′ · У Вэйин 22′ | (отчёт) | Ким Найе 65′   |

| Норвегия                                     | 2 - 1   | Дания                      |
| -------------------------------------------- | ------- | -------------------------- |
| Тина Свенссон 14′ (пен.) · Линда Медален 56′ | (отчёт) | Аннетте Тюкосен 54′ (пен.) |

## Группа B
| Команда  | О | И | В | Н | П | МЗ | МП | РМ  |
| -------- | - | - | - | - | - | -- | -- | --- |
| США      | 6 | 3 | 3 | 0 | 0 | 11 | 2  | +9  |
| Швеция   | 4 | 3 | 2 | 0 | 1 | 12 | 3  | +9  |
| Бразилия | 2 | 3 | 1 | 0 | 2 | 1  | 7  | -6  |
| Япония   | 0 | 3 | 0 | 0 | 3 | 0  | 12 | -12 |

| Япония | 0 – 1   | Бразилия                 |
| ------ | ------- | ------------------------ |
|        | (отчёт) | Элане Рего дос Сантос 4′ |

| Швеция                                   | 2 – 3   | США                                     |
| ---------------------------------------- | ------- | --------------------------------------- |
| Лена Видекулль 65′ · Ингрид Юханссон 71′ | (отчёт) | Карин Дженнингс 40′, 49′ · Мия Хэмм 62′ |

| Япония | 0 – 8   | Швеция |
| ------ | ------- | --- |
|        | (отчёт) | Лена Видекулль 1′, 11′ · Аннели Анделен 15′, 60′ · Малин Лундгрен 25′ · Хелен Нильссон 27′ · Пиа Сундхаге 35′ · Саюри Ямагути 70′ (авт.) |

| Бразилия | 0 – 5   | США                                                                            |
| -------- | ------- | ------------------------------------------------------------------------------ |
|          | (отчёт) | Эприл Хенрикс 23′, 35′ · Карин Дженнингс 38′ · Мишель Акерс 39′ · Мия Хэмм 63′ |

| Япония | 0 – 3   | США                                       |
| ------ | ------- | ----------------------------------------- |
|        | (отчёт) | Мишель Акерс 20′, 37′ · Уэнди Гебауэр 39′ |

| Бразилия | 0 – 2   | Швеция                                        |
| -------- | ------- | --------------------------------------------- |
|          | (отчёт) | Пиа Сундхаге 42′ (пен.) · Сузанне Хедберг 58′ |

## Группа C
| Команда          | О | И | В | Н | П | МЗ | МП | РМ |
| ---------------- | - | - | - | - | - | -- | -- | -- |
| Германия         | 6 | 3 | 3 | 0 | 0 | 9  | 0  | +9 |
| Италия           | 4 | 3 | 2 | 0 | 1 | 6  | 2  | +4 |
| Китайский Тайбэй | 2 | 3 | 1 | 0 | 2 | 2  | 8  | -6 |
| Нигерия          | 0 | 3 | 0 | 0 | 3 | 0  | 7  | -7 |

| Германия                                                    | 4 – 0   | Нигерия |
| ----------------------------------------------------------- | ------- | ------- |
| Сильвия Найд 16′ · Хайди Мор 32′, 34′ · Гудрун Готтшлих 57′ | (отчёт) |         |

| Китайский Тайбэй | 0 – 5   | Италия                                                                        |
| ---------------- | ------- | ----------------------------------------------------------------------------- |
|                  | (отчёт) | Фериана Феррагуцци 15′ · Адель Марсилетти 29′ · Каролина Мораче 37′, 52′, 66′ |

| Италия              | 1 – 0   | Нигерия |
| ------------------- | ------- | ------- |
| Каролина Мораче 68′ | (отчёт) |         |

| Китайский Тайбэй | 0 – 3   | Германия                                        |
| ---------------- | ------- | ----------------------------------------------- |
|                  | (отчёт) | Беттина Вигманн 10′ (пен.) · Хайди Мор 21′, 50′ |

| Китайский Тайбэй                   | 2 – 0   | Нигерия |
| ---------------------------------- | ------- | ------- |
| Линь Мэйчжунь 38′ · Чжоу Дайин 55′ | (отчёт) |         |

| Италия | 0 – 2   | Германия                            |
| ------ | ------- | ----------------------------------- |
|        | (отчёт) | Хайди Мор 67′ · Бритта Унслебер 79′ |

## Стадия плей-офф
|  | Четвертьфиналы       | Четвертьфиналы     |                      |        | Полуфиналы        | Полуфиналы        |  |  | Финал                | Финал |
|  |                      |                    |                      |        |                   |                   |  |  |                      |       |
|  | 24 ноября — Чжуншань |                    |                      |        |                   |                   |  |  |                      |       |
|  |                      |                    |                      |        |                   |                   |  |  |                      |       |
|  | Дания                | 1                  |                      |        |                   |                   |  |  |                      |       |
|  | Дания                | 1                  | 27 ноября — Гуанчжоу |        |                   |                   |  |  |                      |       |
|  | Германия             | 2                  |                      |        |                   |                   |  |  |                      |       |
|  | Германия             | 2                  | Германия             | 2      |                   |                   |  |  |                      |       |
|  | 24 ноября - Фошань   |                    | Германия             | 2      |                   |                   |  |  |                      |       |
|  |                      | США                | 5                    |        |                   |                   |  |  |                      |       |
|  | США                  | США                | 5                    | 7      |                   |                   |  |  |                      |       |
|  | США                  |                    | 30 ноября            | 7      |                   |                   |  |  |                      |       |
|  | Китайский Тайбэй     | 0                  |                      |        |                   |                   |  |  |                      |       |
|  | Китайский Тайбэй     | 0                  | США                  | 2      |                   |                   |  |  |                      |       |
|  | 24 ноября — Гуанчжоу |                    | США                  | 2      |                   |                   |  |  |                      |       |
|  |                      | Норвегия           | 1                    |        |                   |                   |  |  |                      |       |
|  | Китай                | Норвегия           | 1                    | 0      |                   |                   |  |  |                      |       |
|  | Китай                | 27 ноября — Паньюй |                      | 0      |                   |                   |  |  |                      |       |
|  | Швеция               | 1                  |                      |        |                   |                   |  |  |                      |       |
|  | Швеция               | 1                  | Швеция               | 1      | Матч за 3-е место | Матч за 3-е место |  |  |                      |       |
|  | 24 ноября — Цзянмынь |                    | Швеция               | 1      | Матч за 3-е место | Матч за 3-е место |  |  |                      |       |
|  |                      | Норвегия           | 4                    |        |                   |                   |  |  |                      |       |
|  | Норвегия             | Норвегия           | 4                    | 3      | Германия          | 0                 |  |  |                      |       |
|  | Норвегия             |                    |                      | 3      | Германия          | 0                 |  |  |                      |       |
|  | Италия               | 2                  |                      | Швеция | 4                 |                   |  |  |                      |       |
|  | Италия               | 2                  |                      |        | 4                 |                   |  |  |                      |       |
|  |                      |                    |                      |        |                   |                   |  |  | 29 ноября — Гуанчжоу |       |
|  |                      |                    |                      |        |                   |                   |  |  |                      |       |

### 1/4 финала
| Дания                      | 1 – 2 (доп. вр.) | Германия                                   |
| -------------------------- | ---------------- | ------------------------------------------ |
| Сьюзан МакКензи 25′ (пен.) | (отчёт)          | Беттина Вигманн 17′ (пен.) · Хайди Мор 98′ |

| Китай | 0 – 1   | Швеция          |
| ----- | ------- | --------------- |
|       | (отчёт) | Пиа Сундхаге 3′ |

| Норвегия                                                          | 3 – 2 (доп. вр.) | Италия                                   |
| ----------------------------------------------------------------- | ---------------- | ---------------------------------------- |
| Бирте Хегстад 22′ · Агнете Карлсен 67′ · Тина Свенссон 96′ (пен.) | (отчёт)          | Раффаэла Сальмазо 31′ · Рита Гуарино 80′ |

| США                                                                              | 7 – 0   | Китайский Тайбэй |
| -------------------------------------------------------------------------------- | ------- | ---------------- |
| Мишель Акерс 8′, 29′, 33′, 44′ (пен.), 48′ · Джули Фауди 38′ · Джой Бьефельд 79′ | (отчёт) |                  |

### Полуфиналы
| Швеция            | 1 – 4   | Норвегия                                                               |
| ----------------- | ------- | ---------------------------------------------------------------------- |
| Лена Видекулль 6′ | (отчёт) | Тина Свенссон 39′ (пен.) · Линда Медален 41′, 77′ · Агнете Карлсен 67′ |

| Германия                            | 2 – 5   | США                                                    |
| ----------------------------------- | ------- | ------------------------------------------------------ |
| Хайди Мор 34′ · Беттина Вигманн 63′ | (отчёт) | Карин Дженнингс 10′, 22′, 33′ · Эприл Хенрикс 54′, 75′ |

### Матч за третье место
| Швеция                                                                         | 4 – 0   | Германия |
| ------------------------------------------------------------------------------ | ------- | -------- |
| Аннели Анделен 7′ · Пиа Сундхаге 11′ · Лена Видекулль 29′ · Хелен Нильссон 43′ | (отчёт) |          |

### Финал
| Норвегия    | 1 – 2   | США            |
| ----------- | ------- | -------------- |
| Медален 29′ | (отчёт) | Экерс 20′, 78′ |

## Награды
| Золотая бутса: | Золотой мяч:    | FIFA Фэйр Плей: |
| -------------- | --------------- | --------------- |
| Мишель Экерс   | Карин Дженнингс | Германия        |

## Бомбардиры
10 голов
- Мишель Экерс

7 голов
- Хайди Мор

6 голов
- Линда Медален
- Карин Дженнингс

5 голов
- Лена Видекулль

4 гола
- Лю Айлин
- Пиа Сундхаге
- Эприл Хенрикс
- Каролина Мораче

3 гола
- Беттина Вигманн
- Тина Свенссон
- Аннели Анделен

2 гола
- Марианн Йенсен
- Сьюзан МакКензи
- Агнете Карльссен
- Хелен Нильссон
- Мия Хэмм

1 гол
| - Элане Рего дос Сантос - Ма Ли - Сунь Цинмэй - Сунь Вэнь - Вэй Хайин - У Вэйин - Чжоу Ян - Линь Мэйчунь - Чжоу Тайин - Гудрун Геттшлих - Сильвия Найд | - Бритта Унслебер - Фериана Феррагуцци - Рита Гуарино - Адели Марсилетти - Рафаэлла Сальмасо - Сусанне Хедберг - Ингрид Йоханссон - Малин Лундгрен - Лисбет Кольдинг - Ханна Нильссон - Аннетт Тюкосен | - Ким Барбара Най - Бирфе Хегстад - Хеге Риисе - Джой Бьефильд - Джули Фауди - Венди Гебауер Автоголы - Джулиа Кэмпбелл (в матче с Норвегией) - Саюри Ямагути (в матче со Швецией) |